# Тернопільський зоокуток
Терно́пільський зоокуто́к — зоокуток у Тернополі (Україна). Розташований у південній частині гідропарку «Сопільче».

## Історія
Зоокуток закладений у 1980-х роках.
На території зоокутка є мальовничі острівці, канали і водойми з водоплавними птахами, побудовані будиночки і вольєри для тварин.

## Мешканці
Станом на початок 2017 року в зоокутку мешкали коні, поні, віслюки, кози, лані, вівці, олені, сарни, муфлони, декоративні кролі, а також лебеді, павичі, фазани, страуси, цесарки, казарки, декоративні кури, домашні гуси, домашні качки.
Всього нараховується понад 60-ти видів тварин.
У 2020 році облаштували будинки для комфортної зимівлі мешканців зоокутка.